# Louisiana Museum of Modern Art
Louisiana Museum of Modern Art (dříve Museum for moderne kunst, zkratkou SMK) je dánské muzeum moderního výtvarného umění se sídlem ve vesnici Humlebæk asi 35 km severně od Kodaně v blízkosti Öresundu, patřící k městu Fredensborg. Muzeum založené roku 1958 má asi 3000 uměleckých děl z doby po roce 1945. Soustředí se na
- evropský Nouveau Réalisme: Yves Klein, Lucio Fontana.
- americký pop-art: Andy Warhol, Roy Lichtenstein, Robert Rauschenberg.
- německé umění 80. let: Anselm Kiefer, Georg Baselitz.
- sochařství 20. století: Max Bill, Max Ernst, Joan Miró, Henry Moore; sochy jsou většinou umístěny v „parku soch“.
- videoumění od roku 1990: Bill Viola, Gary Hill, Candice Breitzová.

Dále jsou zastoupeni Alberto Giacometti, Asger Jorn a David Hockney, z mladších například Wolfgang Tillmans, Elmgreen & Dragset, Julie Mehretuová, Isa Genzkenová, Doug Aitken a Jonathan Meese.